# Dora Hrach

Dora Hrach, Fotografie von Wilhelm Willinger (1879–1943)

Dorothea "Dora" Josefa Barbara Maria Hrach (* 22. September 1889 in Graz; † 16. September 1960 in Wien) war eine österreichische Balletttänzerin und Schauspielerin beim Stummfilm.

## Leben und Wirken
Dora Hrach, eine Tochter des Buchbinders Carl Hrach und seiner Frau Maria, geb. Kloi, begann 19-jährig ihre Karriere im Frühjahr 1909 am Karlsbader Stadttheater. Es folgten Verpflichtungen, die auch ihr tänzerisches Können offenbarten. Die Kritik fand frühzeitig lobende Worte für sie: "Frl. Hrach scheint zu jenen glückhaften jungen Damen zu gehören, die überall für sich einzunehmen wissen. Sie ist hübsch, Robustheit ist ihr fremd, hat eine liebe Stimme, die sie oft mit Innigkeit und seltsam wohltuender Wärme anzuwenden weiß", wusste "Der Humorist" zu berichten. Bereits im Jahr 1912 konnte man Dora Hrach in Wien (am Lustspieltheater) sehen. Am Vorabend des Ersten Weltkriegs war sie am Theater in der Josefstadt verpflichtet und stand mit den Ensemblemitgliedern dieser renommierten hauptstädtischen Bühne auch vor der Kamera, als sie in dem Lustspiel Der Storch ist tot ihr Filmdebüt gab. 
Dora Hrachs Leinwandabstecher beschränkten sich überwiegend auf die Jahre 1917 bis 1920, als sie nahezu ausschließlich in Komödien zu sehen war. Dennoch blieb das Theater auch in Zukunft Dorothea Hrachs Hauptbetätigungsfeld. In diesen Jahren sah man sie u. a. in Wiens Apollotheater, aber auch in Berlins Neuem Operettenhaus. Als Soubrette in der deutschen Hauptstadt fest etabliert, sah man Dora Hrach gegen Ende des Kriegs in der Operette Graf Habenichts im Wallner-Theater. 1920 feierte Hrach noch einmal einen Erfolg in der Operette Die Csikosbaroneß. Danach wurde es zunehmend ruhig um die Künstlerin.
1925 heiratete sie den kaufmännischen Direktor Johann Adam Lorenz. 1930 wurde die Ehe geschieden.

## Filmografie
- 1914: Der Storch ist tot
- 1917: Das Goldfischchen
- 1917: Das Hochzeitsgeschenk
- 1919: Der Kampf um die Ehe. 1. Wenn in der Ehe die Liebe stirbt
- 1919: Der Seelenverkäufer
- 1919: Das Caviar-Mäuschen
- 1920: Wenn die Liebe nicht wär’
- 1930: Wien, du Stadt der Lieder